# Сарик (Сурхандарьинская область)
Сарик (узб. Sariq / Сариқ) — городской посёлок, административный центр Кизирикского района Сурхандарьинской области Узбекистана.

## История
До 1992 года носил имя Ленинюль. Статус городского посёлка — с 2009 года.

## География
Ближайшая станция — Сурхан (33 км). Расстояние до Термеза — 70 км.

## Население
В 1995 году в посёлке проживало 13 700 жителей. Население, в основном, занимается земледелием и скотоводством.